# 羅志軍
羅 志軍（ら しぐん、1951年11月28日 - 2023年4月1日）は、中華人民共和国の官僚、政治家。
遼寧省凌源市出身。中国人民政治協商会議農業農村委員会主任、全国人民代表大会環境と資源保護委員会副主任委員、江蘇省人民代表大会常務委員会主任、江蘇省党委書記、江蘇省人民政府省長、江蘇省党委副書記、南京市党委書記、南京市市長を歴任。中国共産党第17回、第18回人民代表大会代表。中国共産党第17期中央候補委員、第18期中央委員。第11期全国人民代表大会代表。第13回全国政治協商会議常務委員。

## 経歴
1951年11月28日、遼寧省凌源市で生まれる。羅志軍の父の羅文は日本への留学経験がある。1968年に軍隊に入り、北海艦隊に所属した。1978年に転職した後、北京医療用放射線機工場に配属され、同工場共青団党委書記を担当した。1980年に中国青年報社へ入社した。以後、発行処副処長、新聞社副秘書長、新聞社秘書長を歴任した。1990年7月、中日青年交流中心管理委員会委員、副総経理に転任。1993年2月に中国共産主義青年団中央常務委員兼実業発展部部長に昇進し、「中国青年実業発展総公司」の董事長を務めた。
1995年9月、江蘇省南京市副市長に転任し、同市党委副書記、市長代行、市長を歴任。2003年4月、省党委員会常務委員兼南京市党委書記に昇格。2007年12月、江蘇省党委副書記に就任。翌年1月には江蘇省人民政府省長を兼務する。2010年12月6日、定年退職した梁保華を引き継いで江蘇省党委書記を務め、省長を辞任しました。2013年1月、江蘇省人民代表大会常務委員会主任を兼務。
2016年7月2日、第12期全国人民代表大会常務委員会第21回会議は全国人民代表大会環境と資源保護委員会副主任委員に羅志軍を任命した。2018年3月、第13回中国人民政治協商会議農業農村委員会主任を担当した。
2023年4月1日に死去。